# Megapriapus ungriai
Megapriapus ungriai är en hakmaskart som först beskrevs av Gracia-rodrigo 196.  Megapriapus ungriai ingår i släktet Megapriapus och familjen Cavisomidae. Inga underarter finns listade i Catalogue of Life.